# Ла-Шаз-де-Пейр
Ла-Шаз-де-Пейр (фр. La Chaze-de-Peyre) — колишній муніципалітет у Франції, у регіоні Окситанія, департамент Лозер. Населення — 284 осіб (2011).
Муніципалітет був розташований на відстані близько 470 км на південь від Парижа, 135 км на північ від Монпельє, 29 км на північний захід від Манда.

## Історія
До 2015 року муніципалітет перебував у складі регіону Лангедок-Русійон. Від 1 січня 2016 року належав до нового об'єднаного регіону Окситанія.
1 січня 2017 року Ла-Шаз-де-Пейр, Омон-Обрак, Фо-де-Пейр, Жаволь, Сент-Коломб-де-Пейр i Сен-Совер-де-Пейр було об'єднано в новий муніципалітет Пейр-ан-Обрак.

## Демографія
Динаміка населення (Cassini ):
Розподіл населення за віком та статтю (2006):
| Стать | Всього | До 15 років | 15-24 | 25-44 | 45-64 | 65-85 | Понад 85 |
| --- | ------ | ----------- | ----- | ----- | ----- | ----- | -------- |
| Чоловіки | 124    | 20          | 12    | 32    | 28    | 24    | 8        |
| Жінки | 128    | 28          | 8     | 36    | 32    | 24    | 0        |
| \| Статево-вікова піраміда \| Статево-вікова піраміда \| Статево-вікова піраміда \| \| ----------------------- \| ----------------------- \| ----------------------- \| \| Чоловіки \| Вік \| Жінки \| \| 8 \| 85 + \| 0 \| \| 8 \| 80-84 \| 8 \| \| 0 \| 75-79 \| 12 \| \| 12 \| 70-74 \| 0 \| \| 4 \| 65-69 \| 4 \| \| 8 \| 60-64 \| 4 \| \| 4 \| 55-59 \| 16 \| \| 4 \| 50-54 \| 12 \| \| 12 \| 45-49 \| 0 \| \| 16 \| 40-44 \| 12 \| \| 8 \| 35-39 \| 8 \| \| 0 \| 30-34 \| 8 \| \| 8 \| 25-29 \| 8 \| \| 4 \| 20-24 \| 4 \| \| 8 \| 15-20 \| 4 \| \| 16 \| 10-14 \| 16 \| \| 0 \| 5-9 \| 12 \| \| 4 \| 0-4 \| 0 \| |        |             |       |       |       |       |          |
| Статево-вікова піраміда |        |             |       |       |       |       |          |
| Чоловіки | Вік    | Жінки       |       |       |       |       |          |
| 8 | 85 +   | 0           |       |       |       |       |          |
| 8 | 80-84  | 8           |       |       |       |       |          |
| 0 | 75-79  | 12          |       |       |       |       |          |
| 12 | 70-74  | 0           |       |       |       |       |          |
| 4 | 65-69  | 4           |       |       |       |       |          |
| 8 | 60-64  | 4           |       |       |       |       |          |
| 4 | 55-59  | 16          |       |       |       |       |          |
| 4 | 50-54  | 12          |       |       |       |       |          |
| 12 | 45-49  | 0           |       |       |       |       |          |
| 16 | 40-44  | 12          |       |       |       |       |          |
| 8 | 35-39  | 8           |       |       |       |       |          |
| 0 | 30-34  | 8           |       |       |       |       |          |
| 8 | 25-29  | 8           |       |       |       |       |          |
| 4 | 20-24  | 4           |       |       |       |       |          |
| 8 | 15-20  | 4           |       |       |       |       |          |
| 16 | 10-14  | 16          |       |       |       |       |          |
| 0 | 5-9    | 12          |       |       |       |       |          |
| 4 | 0-4    | 0           |       |       |       |       |          |

## Економіка
2010 року серед 169 осіб працездатного віку (15—64 років) 128 були активними, 41 — неактивною (показник активності 75,7%, у 1999 році було 68,1%). З 128 активних мешканців працювали 122 особи (61 чоловік та 61 жінка), безробітними було 6 (2 чоловіки та 4 жінки). Серед 41 неактивної 12 осіб було учнями чи студентами, 17 — пенсіонерами, 12 були неактивними з інших причин.

У 2010 році в муніципалітеті числилось 121 оподатковане домогосподарство, у яких проживали 292,5 особи, медіана доходів виносила 16 992 євро на одного особоспоживача